# Lina Medina
Lina Medina Lazo (ur. 23 września 1933 w Ticrapo) – najmłodsza znana matka w historii medycyny. Została najmłodszą matką w historii medycyny – urodziła syna, mając 5 lat, 7 miesięcy i 21 dni.

## Historia
Urodziła się w peruwiańskim regionie Huancavelica. Kiedy miała niespełna pięć lat, jej ojciec, Tiburcio Medina, zauważył, że córka (jedna z jego dziewięciorga dzieci) ma nienaturalnie opuchnięty brzuch. W połowie kwietnia 1939 ojciec zaprowadził Linę do szamanów z wioski, którzy osądzili, że dziewczynka ma guza i poradzili, aby zawieźć ją do szpitala w pobliskim miasteczku Pisco. Dr Gerardo Lozada po wstępnym rozpoznaniu, pragnąc sprawdzić swoją teorię, zabrał dziewczynkę do Limy, gdzie inni specjaliści potwierdzili diagnozę – Medina jest w ciąży, poczęła syna w wieku 4 lat i 10 miesięcy.
14 maja 1939 urodziła syna przez cesarskie cięcie, które wykonywali dr Gerardo Lozada, dr Rolando Colareta i dr Busalleu. Syn Mediny, noszący imię na cześć lekarza Gerardo Mediny, do 10. roku życia wychowywał się w przekonaniu, że Lina jest jego siostrą. Nie wiadomo, kto jest ojcem dziecka. Ojciec Liny został zatrzymany na kilka dni pod zarzutem gwałtu, a kiedy został zwolniony, podejrzenie padło na jednego z braci Liny, jednak również okazało się niesłuszne.
Medina w dorosłym życiu pracowała jako sekretarka w klinice dr. Lozada, który pomógł jej, a później jej synowi w edukacji. Poślubiła Raúla Jurado, z którym miała drugiego syna (ur. 1972). W 2002 wraz z rodziną żyła w biednej części miasta Lima Chicago Chico. Odmówiła udzielenia wywiadu agencji prasowej Reuter.